# Arado Ar 68
Die Arado Ar 68 war ein deutscher einsitziger Doppeldecker, der 1931 als Jagdflugzeug entwickelt und gebaut wurde.

## Entwicklung
Die Arado Ar 68 war der letzte Doppeldecker der deutschen Luftwaffe und wurde parallel zur Heinkel He 51 als Nachfolger der Arado Ar 65 entwickelt, um die 1935 enttarnte junge Luftwaffe schnell mit größeren Stückzahlen ausrüsten zu können. Sie besaß einen dreiteiligen Oberflügel und einen kleineren zweiteiligen Unterflügel. Bei ihrem Jungfernflug im Jahr 1934 zeigte sie hervorragende Steuerbarkeit und Leistungen, obwohl Arado Probleme mit der Zuverlässigkeit und der Leistung des Motors BMW VId hatte. Letztendlich wurde der zuverlässige Junkers Jumo 210 eingebaut und die Maschine ging in die Serienfertigung, obwohl es einige Bedenken wegen der Probleme mit der Toleranz gegenüber Pilotenfehlern gab, die das Projekt gefährdeten. Insgesamt blieb die Ar 68 ihrer Konkurrentin Heinkel He 51 unterlegen.

## Einsatz
1936 wurden die ersten Maschinen bei der Luftwaffe in Ostpreußen in Dienst gestellt und bald darauf während des Spanischen Bürgerkriegs zum ersten Mal eingesetzt. Hierbei zeigte sich, dass sie den republikanischen Maschinen des sowjetischen Typs Polikarpow I-16 unterlegen waren. Arado reagierte hierauf mit der Einführung des E-Modells, das bis zur Einführung der Messerschmitt Bf 109 das am weitesten verbreitete Flugzeug der deutschen Luftwaffe war. 1940 wurden die letzten Exemplare, die noch als Nachtjäger mit Flammendämpfern und Nachttarnanstrich gedient hatten, endgültig ausgemustert. Als Trainingsflugzeug wurde die Ar 68 bis 1944 eingesetzt.

## Produktionszahlen

Arado Ar 68F der 4. Staffel des Jagdgeschwaders 134 „Horst Wessel“ auf dem Fliegerhorst Werl, 1936

Insgesamt wurden 514 Ar 68 gebaut. Der Serienbau lief von April 1936 bis Januar 1938. Die ersten 150 Flugzeuge wurden als Ar 68 F mit BMW VI ausgeliefert, der Rest als Ar 68 E mit Jumo 210. Die Produktion erfolgte in den Arado-Werken Warnemünde und Brandenburg a. d. Havel, sowie als Lizenzbau bei Erla in Leipzig und Fieseler in Kassel.
| Hersteller | Summe |
| ---------- | ----- |
| ArW        | 72    |
| ArB        | 303   |
| Erla       | 76    |
| Fieseler   | 63    |
| Summe      | 514   |

## Versionen

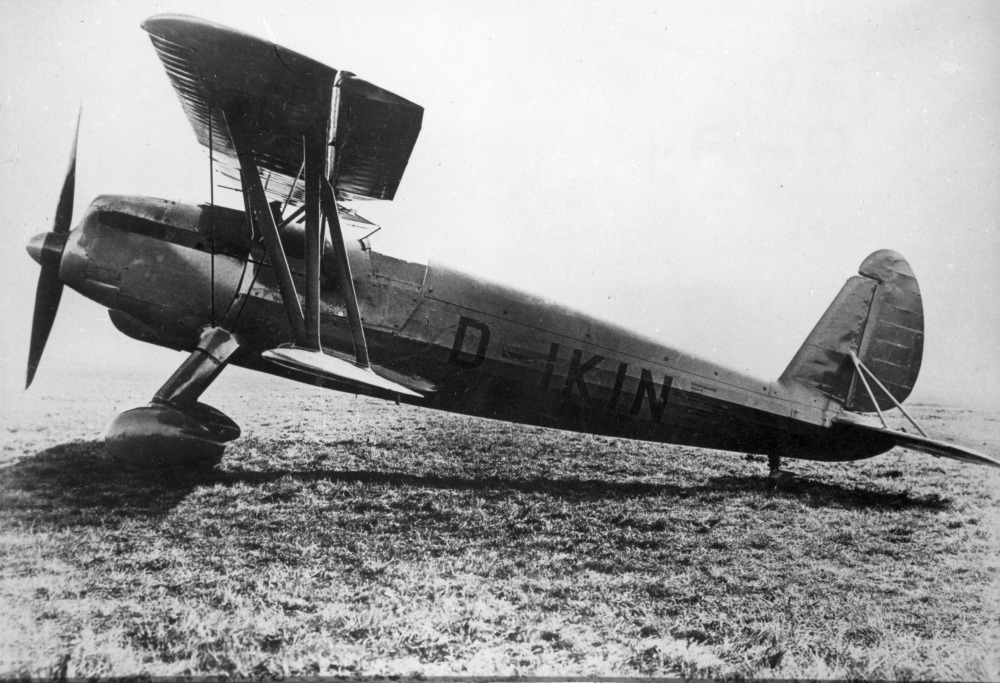
Der Prototyp Arado Ar 68 V1 (Ar 68a)

- Ar 68a: Erster Prototyp mit BMW VId
- Ar 68b: Zweiter Prototyp mit flüssigkeitsgekühltem 12-Zyl.-Motor Junkers Jumo 210A
- Ar 68c: Dritter Prototyp mit flüssigkeitsgekühltem 12-Zyl.-Motor Jumo 210A und einer Bewaffnung von zwei 7,92-mm-MG 17 mit 500 Schuss pro Waffe.
- Ar 68d: Vorserienmodell mit BMW VI. Stellte damit die Ar 68 E-0.
- Ar 68e: Vorserienmodell mit Jumo 210Da. Wurde auch als Ar 68 V-5 bezeichnet. Nach dem neuen Bezeichnungssystem wurde sie als Ar 68 E-0 geführt.
- Ar 68 F-1: Serienmodell mit Stahlrohrrumpf und Metallbeplankung, aber stoffbespannten Tragflächen aus Holzrahmen. Aufgrund von Lieferschwierigkeiten des Jumo 210 wurde im Frühjahr/Sommer 1936 die Ar 68 F mit BMW VI 7,3Z als Interimsmodell der E vorgezogen. Die Leistung betrug 750 PS Startleistung. Sie diente der Erstausstattung des Jagdgeschwaders 134 „Horst Wessel“ auf dem Fliegerhorst Werl.
- Ar 68 E-1: Endgültige Serienversion mit Jumo 210Da mit 640 PS, der später durch den Jumo 210Ea ersetzt wurde. Sie bildete die Erstausrüstung des Jagdgeschwaders Schlageter
- Ar 68 H: Prototyp (D-ISIX) vom Frühjahr 1937 mit einem luftgekühlten 9-Zylinder-Sternmotor BMW 132Da mit 800 bis 850 PS, einem geschlossenen Cockpit und zwei zusätzlichen MG 17 auf der oberen Tragfläche. Die Höchstgeschwindigkeit betrug 306 km/h in Meereshöhe und 335 km/h in 2650 m Höhe. Aus diesem Typ wurde später der Bordjäger Arado Ar 197 für den geplanten Flugzeugträger Graf Zeppelin abgeleitet.

## Technische Daten
| Kenngröße             | Daten der Arado Ar 68 E-1                                                                 |
| --------------------- | ----------------------------------------------------------------------------------------- |
| Besatzung             | 1                                                                                         |
| Länge                 | 9,40 m                                                                                    |
| Spannweite            | 11,58 m                                                                                   |
| Höhe                  | 3,30 m                                                                                    |
| Flügelfläche          | 27,30 m²                                                                                  |
| Flügelstreckung       | 4,9                                                                                       |
| Nutzlast              | 1045 kg ohne Treibstoff                                                                   |
| Leermasse             | 1840 kg                                                                                   |
| max. Startmasse       | 2475 kg                                                                                   |
| Tragflächenbelastung  | 59 kg/m²                                                                                  |
| Höchstgeschwindigkeit | 335 km/h                                                                                  |
| Dienstgipfelhöhe      | 7400 m                                                                                    |
| Reichweite            | 500 km                                                                                    |
| Triebwerke            | 1 × Zwölfzylindermotor Junkers Jumo 210Ea mit 670 PS (ca. 490 kW) bis 750 PS (ca. 550 kW) |
| Bewaffnung            | 2 × 7,92-mm-MG 17                                                                         |